# L'Audition (film, 2019)
Pour les articles homonymes, voir Audition.
Pour plus de détails, voir Fiche technique et Distribution.
L'Audition (Das Vorspiel) est un film dramatique franco-allemand réalisé par Ina Weisse sorti en 2019.

## Synopsis
Anna Bronsky est professeur de violon au conservatoire. Philippe, son mari qu'elle trompe avec un collègue, est luthier et leur fils, Jonas, 10 ans, pratique le violon même s'il préfère le hockey. Lors de l'examen d'entrée, Anna décèle chez le jeune Alexander un talent qu'elle veut faire éclore. Frustrée de ne pas être devenue concertiste, incapable de résister à la pression du trac, Anna s'investit dans son métier d'enseignante. Elle a six mois pour préparer Alexander à l'exigeant concours de fin d'année. Concentrée sur ce défi avec un acharnement qui frôle l'obsession, elle délaisse sa famille et ne voit pas venir le drame...

## Fiche technique
- Titre original : Das Vorspiel
- Réalisation : Ina Weisse
- Scénario : Ina Weisse et Daphne Charizani
- Décors : Susanne Hopf
- Costumes : Petra Kray
- Photographie : Judith Kaufmann
- Montage : Hansjörg Weißbrich
- Musique :
- Producteur : Felix von Boehm
  - Coproducteur : Pierre-Olivier Bardet et Jörg Trentmann et Jan Krüger
- Sociétés de production : Lupa Film, Arte, Idéale Audience, Port-au-Prince Film et ZDF
- Société de distribution : Les Films du Losange
- Pays d'origine :  France et  Allemagne
- Langue originale : allemand
- Format : couleur
- Genre : Drame
- Durée : 89 minutes
- Dates de sortie :
  - Canada : 8 septembre 2019 (Festival international du film de Toronto 2019)
  - Allemagne :
    - 27 septembre 2019 (Festival du film de Hambourg)
    - 23 janvier 2020 (en salles)

  - France : 
    - 2 octobre 2019 (Paris)
    - 6 novembre 2019 (en salles)

## Distribution
- Nina Hoss : Anna Bronsky
- Simon Abkarian : Philippe Bronsky
- Serafin Gilles Mishiev : Jonas Bronsky
- Ilja Monti : Alexander Paraskevas
- Jens Albinus : Christian Wels
- Sophie Rois : Frau Köhler
- Thomas Thieme : Walter
- Winnie Böwe : Alexanders Mutter

## Bande originale
- Caprice no 5 in A Minor, de Niccolò Paganini, interprété par Leonhard Toschev
- Sonatina in D Major, op. 137, de Franz Schubert, interprété par Paula Su Odenthal (violin) and Gudrun Wölz-Erxleben (piano)
- Symphonie espagnole in D Minor, op. 21, d'Édouard Lalo, interprété par Ilja Monti (violin) and Gudrun Wölz-Erxleben (piano)
- Le Temps des cerises, paroles de Jean-Baptiste Clément, musique d'Antoine Renard, interprété par Simon Abkarian
- Étude no 14, de Rodolphe Kreutzer, interprété par Ilja Monti (violon)
- Partita für violin solo no 2 in D Minor, Chaconne, BWV 1004, de Johann Sebastian Bach,
- Violin sonata no 1 in G Minor, BWV 1001, de Johann Sebastian Bach, interprété par Ilja Monti (violon)
- String quintet in G Major, op. 111, de Johannes Brahms, interprété par Kuss Quartet
- String quartet no 3 in B-flat Major, op. 67, de Johannes Brahms, interprété par le Kuss Quartet
- Études op. 36, no 7, de Jacques Féréol Mazas, interprété par Henriette Fauth
- Duo, Rondo aus Duo Nr. 2, op. 9, d'Ignace Pleyel
- Piano quartet no 1 in G Minor, op. 25, de Johannes Brahms
- Violin concerto in E Minor, op. 64, de Felix Mendelssohn-Bartholdy, interprété par Yehudi Menuhin
- Cello sonata no 3 in A Minor, op. 14, RV 43, d'Antonio Vivaldi
- Sonata no 4 in D Major, allegro, de Jean-Marie Leclair
- Cello concerto in A Minor, Wq. 170, allegro assai, de Carl Philipp Emanuel Bach
- Violin concerto no 1 in G Minor, op. 26, de Max Bruch[1]